# 大原亮治
大原 亮治（日语：おおはら りょうじ，1921年2月25日—2018年11月2日)，是大日本帝国海军军人，是第二次世界大战的日本王牌飞行员，曾參與太平洋戰爭，他的最高的军衔是海軍飞行兵曹长。1953年（昭和28年），大原亮治加入海上警备队（现在的海上自卫队），1971年（昭和46年）退役後开始培养民航飞行员。